# Reuzenvingerdier
Het reuzenvingerdier (Daubentonia robusta) is een uitgestorven primatensoort dat verwant is met het vingerdier, maar beduidend groter.

## Kenmerken
Tot nu toe werden slechts enkele botten van de romp en enkele tanden ontdekt, die aantonen dat het dier 30% groter was dan zijn huidige verwant. Het vermoedelijke gewicht was drie- tot vijfmaal hoger en bedroeg ongeveer 13,5 kg.

## Verspreiding en leefgebied
Fossielen zijn uit het zuidelijke en zuidwestelijke deel van Madagaskar bekend uit gebieden waar het vingerdier niet voorkomt. Zijn leefgebied was beduidend droger dan dat van het huidige vingerdier.

## Uitsterven
Uit vondsten blijkt dat de tanden van Daubentonia robusta bewerkt werden en als sieraden werden gebruikt. Hieruit kan men afleiden dat de soort ten minste tot de komst van de mensen, omstreeks 1500 jaar geleden, op Madagaskar overleefd heeft. Niet duidelijk is in welke mate het ingrijpen van de mens het uitsterven van de soort heeft beïnvloed.